# Ungefair
Ungefair var et tv-program, der blev sendt på DR i 2005. Programmet var et debatprogram for og med unge. Programmets vært var Lise Rønne. Programmets redaktør var Jacob Kofler.